# K.V. Swift
K.V. Swift is een Nederlandse korfbalvereniging uit Middelburg. De club bestaat sinds 1934 en de naam is de Engelse vertaling van snelheid.

## Geschiedenis
Swift is opgericht in 1934 en is zelf een fusie-club van PZEM en Sportief van de Christelijke Kweekschool.
Swift deed goede zaken in de jaren 60 door Zeeuws kampioen te worden. Ook was Swift de eerste korfbalclub uit de provincie Zeeland om te gaan deelnemen in de landelijke competitie van het KNKV. In 1964 werd Swift Nederlands kampioen microkorfbal voor zaterdagclubs.
In het seizoen 1988/89 promoveerde Swift voor het eerst naar de Hoofdklasse van de zaalcompetitie, dit was destijds het hoogste niveau in Nederland. In het eerste seizoen op het hoogste niveau werd Swift voorlaatste in groep B en daarmee degradeerde de club direct weer naar de Overgangsklasse. In 1993 promoveerde Swift weer naar de zaal hoofdklasse, maar na een laatste plaats degradeerde de club gelijk weer.
In het seizoen 2019/20 speelt de club in de Overgangsklasse Zaal en Hoofdklasse veld. De selectie bestaat  hoofdzakelijk uit zelf opgeleide spelers. 